# Ivan Baran
Ivan Baran, hrvaški pisatelj, * 16. november 1996, Zagreb.
Avtor je tetralogije Cikel Črnih Knjig in filozofskih romanov Samuel Gide, Gospodin August in Veliki padec. Živi in piše v Vukovarju na Hrvaškem.

## Življenjepis
Ivan Baran se je rodil 16. novembra 1996 v Zagrebu na Hrvaškem kot eden od treh sinov Ivana in Hane. Njegov oče je bil veteran hrvaške osamosvojitvene vojne in vojni ujetnik zapora Sremska Mitrovica v Srbiji. Starši so se mu ločili leta 1999, nato pa je Baran skupaj z dvema bratoma preživel 4 leta in pol v dveh domovih za otroke, ki jih je zapustil, ko je imel 7 let. Živi v Vukovarju od leta 2005.

## Književna kariera
Baran je začel pisati svoj prvenec, naslovljen Enzolart, poleti 2009 kot dvanajstletnik. Pisanje je končal leta 2012, istega leta, ko je umrl njegov oče.
Kot petnajstletnik v letih 2012 in 2013 je Baran urejal knjigo Enzolart in jo pripravljal za objavo. Spomladi 2014 je bil Enzolart izdan kot prva knjiga epske fantazijske serije, imenovane Cikel Črnih Knjig (Ciklus Crnih Knjiga).
Druga knjiga Cikla Črnih Knjig, naslovljena Mord Dur'agemski, je izšla kot e-knjiga v dveh delih: Mord Dur'agemski, prvi del leta 2015 in Mord Dur'agemski, drugi del leta 2016.
Leta 2018 je Baran izdal svoj prvi filozofski roman, naslovljen Samuel Gide. Samuel Gide je bil v polfinalu Tekmovanja VBZ za najboljši neobjavljeni roman leta 2017.
Dela Mord Dur'agemski, prvi del in Mord Dur'agemski, drugi del so bila natisnjena leta 2019. Istega leta je Baran deloval kot urednik knjige Druga derivacija hrvaškega avtorja Kristijana Mirića. Prav tako leta 2019 je bil odlomek iz Samuela Gida objavljen v 14. vukovarskem zborniku Matice Hrvatske, antologijski knjigi v izdaji Matice Hrvatske.
Leta 2021 je Baran izdal Tame Hil'guma, tretjo knjigo Cikla Črnih Knjig, in svoj drugi filozofski roman, Gospodin August. Istega leta je bil predmet dokumentarnega filma Dobri duhovi Vukovara (2021).
Njegova sedma knjiga, filozofski roman Veliki padec (Veliki pad), je izšla leta 2024.

## Literarni vplivi
Med fantazijskimi avtorji je Baran navedel Tolkiena, Williamsa, Pullmana, Abercrombieja, Pyla in Paolinija kot nekatere od svojih vplivov. Vendar je Baran omenil, da je prenehal brati fantazijo z izdajo Enzolarta, po čemer je bral le klasike in filozofske knjige.
Med avtorji klasikov je Baran v različnih intervjujih navedel Dostojevskega, Tolstoja, Gida, Voltaira, Prousta in Krležo kot svoje vplive. Navedeni avtorji se do neke mere odražajo tudi v Baranovem slogu pisanja. Kot vplive je navedel tudi Nietzscheja, Kanta in Schopenhauerja.
Baran je največji vpliv na svoj svetovni nazor pripisal industrijskemu oblikovalcu Jacquu Frescuju.

## Zasebno življenje
Baran živi sam v Vukovarju. Izjavil je, da piše približno 6 ur na dan. V nekaterih intervjujih je trdil, da v življenju nikoli ni poskusil cigaret ali alkohola, pije pa kavo.

## Dela
Cikel črnih knjig (Ciklus Crnih Knjiga; ISBN 9789534869307)
- Enzolart (2014, ISBN 9789539911759; 2. izdaja: 2025, ISBN 9789534638309)
- Mord Dur'agemski, prvi del (kot e-knjiga: 2015; tisk 2019, ISBN 9789539911797)
- Mord Dur'agemski, drugi del (kot e-knjiga: 2016; tisk 2019, ISBN 9789534869314)
- Tame Hil'guma (2021, ISBN 9789534869338)
- Vrhunac (TBA)

Samostojne knjige:
- Samuel Gide (2018, ISBN 9789539911773; 2. izdaja: 2022, ISBN 9789534869369)
- Gospodin August (2021, ISBN 9789534869345)
- Veliki padec (Veliki pad, 2024, ISBN 9789534869383)

Kot urednik:
- Mirić, Kristijan – Druga derivacija (2019, ISBN 9789539911780)

## Film
| Leto | Naslov                | Vloga  | Opombe            |
| ---- | --------------------- | ------ | ----------------- |
| 2021 | Dobri duhovi Vukovara | On sam | Dokumentarni film |